# Gorka Larrea
Pour les articles homonymes, voir Larrea (homonymie) et Garcia.
Gorka Larrea est un footballeur espagnol, né le 7 avril 1984 à Saint-Sébastien dans le Pays basque. Il évolue au poste de milieu de terrain en Liga espagnole puis dans le circuit nord-américain en fin de carrière.

## Biographie
Sans club, Larrea est mis à l'essai par le Revolution de la Nouvelle-Angleterre en février 2014. Deux mois plus tard, il commence un essai avec l'Impact de Montréal qui se solde par une signature le 11 juin. Il dispute 10 matchs avec l'Impact en MLS et en ligue des champions mais le club décide de ne pas faire valoir l'option de son contrat pour la saison 2015.
Après une année sans club, Larrea signe en NASL avec l'Eleven d'Indy le 10 février 2016.

## Palmarès
- Espagne
  - 2001 : Vainqueur du Championnat d'Europe des moins de 16 ans
  - 2005 : Vainqueur des Jeux méditerranéens